# Dave Reid (hockey sur glace, 1964)
Pour les articles homonymes, voir Dave Reid.
Dave William Reid (né le 15 mai 1964 à Toronto dans la province d'Ontario au Canada) est un joueur professionnel canadien de hockey sur glace. Il évoluait au poste d'ailier gauche.

## Biographie
Il est choisi par les Bruins de Boston au 60e rang lors du troisième tour du repêchage d'entrée dans la LNH 1982 alors qu'il évoluait dans la Ligue de hockey de l'Ontario pour les Petes de Peterborough. 
Après avoir partagé ses saisons entre les Bruins et les ligues mineures durant quatre saisons, il signe durant l'été 1988 comme agent libre avec les Maple Leafs de Toronto. Il passe trois saisons avec les Maple Leafs avant retourner avec les Bruins en 1991, avec lesquels il joue durant cinq autres saisons. Il réalise sa meilleure saison offensive en 1995-1996 avec une récolte de 44 points, dont 23 buts.
Il signe avec les Stars de Dallas en juillet 1996, et aide l'équipe à remporter la Coupe Stanley en 1999. Après cette victoire, il s'entend avec l'Avalanche du Colorado et remporte sa deuxième Coupe en 2001. Il se retire à l'issue de la saison après avoir joué un total de 961 parties en saison régulière dans la LNH pour 369 points et 118 matchs en séries éliminatoires,.
En mai 2010, il est engagé comme directeur général des Petes de Peterborough, l'équipe avec laquelle il a évolué durant sa carrière junior. Après deux saisons sans séries et un mauvais début de saison en 2012-2013, il est congédié en octobre 2012. Il est présentement analyste pour la chaîne de télévision NHL Network.

## Statistiques
| Saison     | Équipe                   | Ligue      |     | Saison régulière | Saison régulière | Saison régulière | Saison régulière | Saison régulière |   | Séries éliminatoires | Séries éliminatoires | Séries éliminatoires | Séries éliminatoires | Séries éliminatoires |
| Saison     | Équipe                   | Ligue      | PJ  | B                | A                | Pts              | Pun              | PJ               | B | A                    | Pts                  | Pun                  |                      |                      |
| 1981-1982  | Petes de Peterborough    | LHO        | 68  | 10               | 32               | 42               | 41               | 9                | 2 | 3                    | 5                    | 11                   |                      |                      |
| 1982-1983  | Petes de Peterborough    | LHO        | 70  | 23               | 34               | 57               | 33               | 4                | 3 | 1                    | 4                    | 0                    |                      |                      |
| 1983-1984  | Petes de Peterborough    | LHO        | 60  | 33               | 64               | 97               | 12               | 8                | 2 | 7                    | 9                    | 12                   |                      |                      |
| 1983-1984  | Bruins de Boston         | LNH        | 8   | 1                | 0                | 1                | 2                | -                | - | -                    | -                    | -                    |                      |                      |
| 1984-1985  | Bears de Hershey         | LAH        | 43  | 10               | 14               | 24               | 6                | -                | - | -                    | -                    | -                    |                      |                      |
| 1984-1985  | Bruins de Boston         | LNH        | 35  | 14               | 13               | 27               | 27               | 5                | 1 | 0                    | 1                    | 0                    |                      |                      |
| 1985-1986  | Golden Flames de Moncton | LAH        | 26  | 14               | 18               | 32               | 4                | -                | - | -                    | -                    | -                    |                      |                      |
| 1985-1986  | Bruins de Boston         | LNH        | 37  | 10               | 10               | 20               | 10               | -                | - | -                    | -                    | -                    |                      |                      |
| 1986-1987  | Golden Flames de Moncton | LAH        | 40  | 12               | 22               | 34               | 23               | 5                | 0 | 1                    | 1                    | 0                    |                      |                      |
| 1986-1987  | Bruins de Boston         | LNH        | 12  | 3                | 3                | 6                | 0                | 2                | 0 | 0                    | 0                    | 0                    |                      |                      |
| 1987-1988  | Mariners du Maine        | LAH        | 63  | 21               | 37               | 58               | 40               | 10               | 6 | 7                    | 13                   | 0                    |                      |                      |
| 1987-1988  | Bruins de Boston         | LNH        | 3   | 0                | 0                | 0                | 0                | -                | - | -                    | -                    | -                    |                      |                      |
| 1988-1989  | Maple Leafs de Toronto   | LNH        | 77  | 9                | 21               | 30               | 22               | -                | - | -                    | -                    | -                    |                      |                      |
| 1989-1990  | Maple Leafs de Toronto   | LNH        | 70  | 9                | 19               | 28               | 9                | 3                | 0 | 0                    | 0                    | 0                    |                      |                      |
| 1990-1991  | Maple Leafs de Toronto   | LNH        | 69  | 15               | 13               | 28               | 18               | -                | - | -                    | -                    | -                    |                      |                      |
| 1991-1992  | Mariners du Maine        | LAH        | 12  | 1                | 5                | 6                | 4                | -                | - | -                    | -                    | -                    |                      |                      |
| 1991-1992  | Bruins de Boston         | LNH        | 43  | 7                | 7                | 14               | 27               | 15               | 2 | 5                    | 7                    | 4                    |                      |                      |
| 1992-1993  | Bruins de Boston         | LNH        | 65  | 20               | 16               | 36               | 10               | -                | - | -                    | -                    | -                    |                      |                      |
| 1993-1994  | Bruins de Boston         | LNH        | 83  | 6                | 17               | 23               | 25               | 13               | 2 | 1                    | 3                    | 2                    |                      |                      |
| 1994-1995  | Bruins de Providence     | LAH        | 7   | 3                | 0                | 3                | 0                | -                | - | -                    | -                    | -                    |                      |                      |
| 1994-1995  | Bruins de Boston         | LNH        | 38  | 5                | 5                | 10               | 10               | 5                | 0 | 0                    | 0                    | 0                    |                      |                      |
| 1995-1996  | Bruins de Boston         | LNH        | 63  | 23               | 21               | 44               | 4                | 5                | 0 | 2                    | 2                    | 2                    |                      |                      |
| 1996-1997  | Stars de Dallas          | LNH        | 82  | 19               | 20               | 39               | 10               | 7                | 1 | 0                    | 1                    | 4                    |                      |                      |
| 1997-1998  | Stars de Dallas          | LNH        | 65  | 6                | 12               | 18               | 14               | 5                | 0 | 3                    | 3                    | 2                    |                      |                      |
| 1998-1999  | Stars de Dallas          | LNH        | 73  | 6                | 11               | 17               | 16               | 23               | 2 | 8                    | 10                   | 14                   |                      |                      |
| 1999-2000  | Avalanche du Colorado    | LNH        | 65  | 11               | 7                | 18               | 28               | 17               | 1 | 3                    | 4                    | 0                    |                      |                      |
| 2000-2001  | Avalanche du Colorado    | LNH        | 73  | 1                | 9                | 10               | 21               | 18               | 0 | 4                    | 4                    | 6                    |                      |                      |
| Totaux LNH | Totaux LNH               | Totaux LNH | 961 | 165              | 204              | 369              | 253              | 118              | 9 | 26                   | 35                   | 34                   |                      |                      |

## Trophées et honneurs personnels
- 1998-1999 : champion de la Coupe Stanley avec les Stars de Dallas ;
- 2000-2001 : champion de la Coupe Stanley avec l'Avalanche du Colorado.